# Quarta dimensió
El terme quarta dimensió es fa servir en física i en matemàtiques —i per extensió en ciència-ficció—, amb un context diferent. En física fa referència quan es parla del temps, principalment des del plantejament de l'espaitemps en la Teoria de la relativitat.
En matemàtiques el concepte «quarta dimensió» apareix associat o bé a espais euclidians de més de tres dimensions o, més generalment, a espais localment euclidians o de 4-varietat diferenciables.

## Història
L'interès per les dimensions més altes va arribar al seu culmen entre el 1870 i el 1920. En aquestes anys es convertí en tema freqüent en la literatura fantàstica, l'art i àdhuc en algunes teories científiques. La quarta dimensió, entesa com a dimensió espacial addicional (no com dimensió temporal, com a la Teoria de la relativitat) aparegué a les obres literàries d'Oscar Wilde, Fiódor Dostoievski, Marcel Proust, H.G. Wells i Joseph Conrad, inspirà algunes obres musicals d'Aleksandr Skriabin, Edgar Varèse i George Antheil i algunes obres pictòriques de Pablo Picasso i Marcel Duchamp, influint en el desenvolupament del cubisme. Fins i tot personatges tan diversos com el psicòleg William James, l'escriptora Gertrude Stein o el socialista revolucionari Vladímir Lenin s'interessaren pel tema.
De la mateixa manera, els matemàtics havien estat interessats en el tema en tractar de generalitzar els conceptes de la geometria euclidiana tridimensional. El matemàtic Charles L. Dodgson, que ensenyà a la Universitat d'Oxford, feu els delits de generacions d'escolars escrivint llibres sota el pseudònim de Lewis Carroll, que incorporaven algunes idees sobre la quarta dimensió. Des del punt de vista acadèmic, l'estudi general de la geometria de la quarta dimensió en gran part resultat dels treballs de Bernhard Riemann. Charles Howard Hinton, matemàtic i escriptor de ciència-ficció britànic, forjà molts neologismes per descriure elements de la quarta dimensió. D'acord amb l'Oxford English Dictionary, fou el primer a emprar la paraula tesseract al seu llibre Una nova era del pensament. També inventà les paraules kata (del grec 'sota') i ana (del grec 'dalt') per descriure les dues direccions oposades a la quarta dimensió, equivalents a dreta-esquerra, a dalt - a baix i davant-darrere.
Els treballs matemàtics sobre geometries multidimensionals i geometries no euclidianes havien estat considerats pels físics com simples abstraccions matemàtiques fins que Henri Poincaré provà que el grup de transformacions de Lorentz que deixaven invariants les equacions de l'electromagnetisme podien ser interpretades com a "rotacions" en un espai de quatre dimensions. Més endavant, els treballs d'Albert Einstein i la interpretació geomètrica d'aquests per part de Hermann Minkowski dugueren a l'acceptació de la quarta dimensió com una descripció necessària per explicar els fets observats relacionats amb l'electromagnetisme. Tanmateix, aquí la «quarta dimensió» no era un lloc separat de l'espai tridimensional (com a diverses de les obres de ficció de l'època) ni tampoc una dimensió espacial anàloga a les altres tres dimensions espacials, sinó una dimensió temporal que només es pot recórrer cap al futur. A la teoria general de la relativitat el camp gravitatori és explicat com un efecte geomètric de la curvatura d'un espaitemps de quatre dimensions.
Més tard, la teoria Kaluza-Klein proposà que no només el camp gravitatori podia ser interpretat de manera més senzilla com curvatura d'un "espai" de més de tres dimensions, sinó que si s'introduïa una nova dimensió espacial enrotllada o «compactificada», també el camp electromagnètic podia ser interpretat com un efecte geomètric de la curvatura de dimensions superiors. Així doncs, la Kaluza proposava una teoria de camp unificat de l'electromagnetisme i la gravetat en un espaitemps de cinc dimensions, amb una dimensió temporal, tres dimensions espacials esteses i una dimensió espacial «compactificada» addicional que, a causa de la seva condició de «compactificada», no era directament visible però el seu efecte era perceptible en forma de camp electromagnètic.

## Quarta dimensió en matemàtiques
Un angle recte es descriu com un quart d'una revolució. La geometria cartesiana escull direccions ortogonals arbitràriament a través de l'espai, la qual cosa significa que cada direcció està en angle recte amb les altres. Les tres dimensions ortogonals de l'espai es coneixen com a altitud, longitud i latitud. La quarta dimensió, per tant, és la direcció en l'espai amb angle recte a les 3 direccions observables.

### Vectors espacials

Demostració d'1 a 5 dimensions.

Un vector espacial és un conjunt de vectors, els quals es poden imaginar com fletxes, que prové d'un simple lloc anomenat origen (vectors geomètrics), que apunten a altres llocs.
Un punt és un objecte de zero dimensions. No té extensió a l'espai ni propietats, com una fletxa però sense longitud. Aquest vector es diu el vector zero i és el vector espacial més simple.
Una línia és un objecte unidimensional. Si s'escull un cert vector diferent a zero en una certa direcció, aquest vector té certa longitud definida. Aquest vector té un cap en un cert punt a l'espai i una cua a l'origen. Si s'estira aquest vector perquè sigui el doble de llarg, tres vegades més llarg, etcètera, i uniformement, prenent totes les longituds possibles (àdhuc la longitud zero) s'aconsegueix una sola línia amb una sola dimensió: la de la longitud. Tots els vectors que descriuen punts en aquesta línia serien paral·lels. Tot i que per visualitzar la línia cal que tingui una amplada mínima, tanmateix, una línia d'1D no la tindria.